# Convent de l'Esperit Sant
El convent de l'Esperit Sant és un convent al barri del Salvador de Jerez de la Frontera (Andalusia, Espanya).
La tradició situa en aquest convent la creació dels dolços "tocinillos de cielo". Actualment es troba tancat, havent estat espoliades les peces artístiques que contenia. Al no ser bé d'interès cultural la congregació pot vendre el seu contingut.

## Història

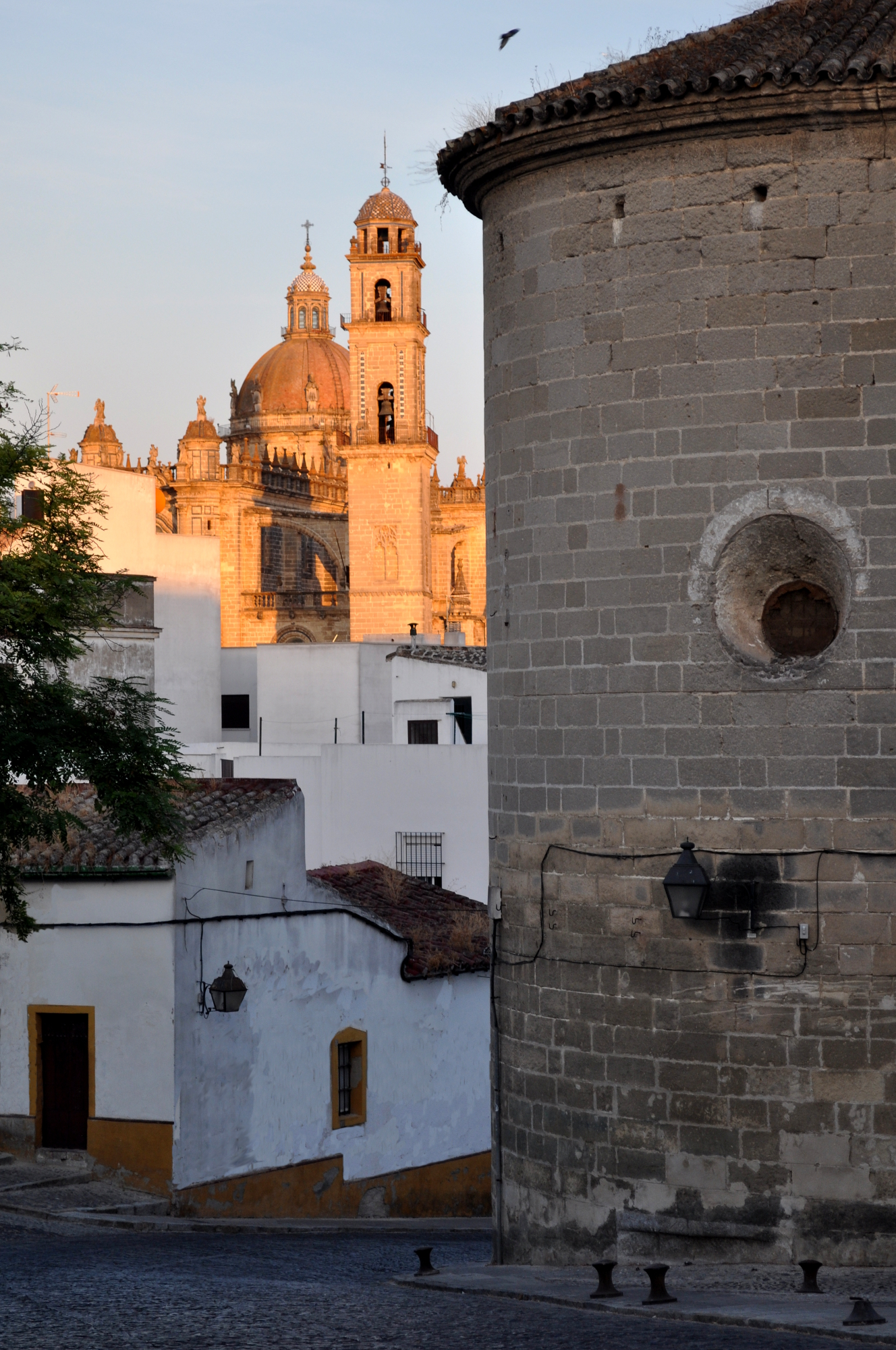
Catedral de Jerez de la Frontera des de la Pujada de l'Esperit Sant

Després de la dominació cristiana de la ciutat per part d'Alfons el Savi, diverses ordes es van assentar a la ciutat. Les primeres religioses que van arribar a la ciutat s'instal·len en el Convent de l'Esperit Sant, sent per tant el monestir més antic de Jerez i el primer femení que va haver-hi a la ciutat.
El convent es va situar en un gran solar en un dels marges del que havia estat la medina musulmana, en una zona abrupta propera al rierol de Curtidors i que mai va ser gaire estimat per la població.
La fundació del cenobi es remunta a l'any 1324, encara que el convent en si no fos aixecat fins al 1430, l'església actual s'acabaria d'edificar el 1577.
Durant l'expansió dels cellers a la comarca, el celler Domecq va annexionar gran part del monestir als seus cellers.

## Art
El convent inclou una església que es va concloure en 1577 segons inscripció que en ella apareix. Aquesta església és obra de Bartolomé Sánchez, un dels tres mestres que va intervenir en la construcció del Cabildo Vell, i considerat una veritable joia de l'arquitectura renaixentista.
- Segle XVI: col·lecció de reliquiaris, taulells de la Sala Capitular.
- Segle XVII: retaule de Santo Domingo de Guzmán, claustre conventual amb arcs de mig punt i columnes de marbre, i llenços d'escola sevillana.
- Segle XVIII: retaules de la Trinitat, de la Verge del Rosari, de Sant Francesc, l'òrgan i diversos quadres.
- Segle XIX: pintures de Rodríguez de Losada.